# Jaunpils Slot
Jaunpils Slot (lettisk: Jaunpils muižas pils; i ældre kilder på tysk: Neuenburg) er et slot i Jaunpils pagasts i den historiske region Kurland i det vestlige Letland. Slottet blev opført af Den Liviske Orden i slutningen af det 14. århundrede som en borg, og tårnet blev tilføjet i det 15. århundrede. Slottet blev stærkt beskadiget af svenskerne i 1625. Senere blev en tredje sal tilbygget og den gamle fæstning blev herregård med alle bekvemmeligheder i slutningen af det 17. århundrede. Bygningen blev delvist ombygget i det 18. århundrede, men nedbrændte under revolutionen i 1905. Et år senere blev det genopbygget efter et projekt af arkitekten Wilhelm Bockslaff. Slottet tilhørte fra 1576 til 1919 den tyskbaltiske baron-slægt von der Recke.
Efter de lettiske landboreformer i 1920'erne husede slotskomplekset en forsøgsstation for kvægavl. Under den sovjetiske besættelse af Letland blev det indre af slottet kraftigt ombygget, og i har dag Jaunpils Slot typisk sovjetisk interiør fra 1960'erne.